# Vó Mulata de Ouro Preto
Maria da  Conceição de Oliveira(Guaraciaba, 27 de maio de 1900 - Ouro Preto, 17 de setembro de 1997), mais conhecida como Vó Mulata de Ouro Preto, foi uma personalidade brasileira da cidade de Ouro Preto, no estado de Minas Gerais. Apesar do apelido, era na verdade cabocla, filha de um nobre português com uma índia.

## Vida
Órfã ainda na infância, foi levada por um tio para o internato de Monsenhor Horta à cidade de Mariana.
Dona de posses na cidade natal, ela e sua irmã, após ter os bens dilapidados pelo tio, foram cuidadas pelo monsenhor Horta em seu orfanato.
Sobreviveu à peste de 1910 e ajudou o monsenhor a cuidar das outras meninas do orfanato, onde todos sobreviveram. Testemunhou vários supostos milagres de Monsenhor Horta, até se casar com João Sidney. Mais tarde, teve vários filhos naturais a adotivos.
Foi grande amiga de Padre Rocha e Padre Carmélio e trabalhou por muitos anos na na enfermaria e na lavanderia do Colégio Arquidiocesano de Ouro Preto.
Cuidou durante este tempo de personalidades da politica brasileira. Era amiga do ex governador do Distrito Federal, José Aparecido de Oliveira, do deputado Octávio Elísio, deputado Bonifácio Andrada e também de Paulino Cícero.